# Naturbahnrodel-Junioreneuropameisterschaft 1974
Die 1. FIL-Naturbahnrodel-Junioreneuropameisterschaft fand vom 19. bis 20. Januar 1974 in Rasen in Italien statt.

## Einsitzer Herren
| Platz | Name             | Zeit |
| ----- | ---------------- | ---- |
| 01    | Eugen Obexer     | ?    |
| 02    | Michael Plaikner | ?    |
| 03    | Alfred Kogler    | ?    |
|       | Ernst Müller     | ?    |
| 05    | Wolfgang Wagner  | ?    |
| 06    | Otto Bachmann    | ?    |
| 07    | Norbert Scherer  | ?    |
| 08    | Albert Hellweger | ?    |
| 09    | Werner Prantl    | ?    |
| 10    | Stefan Scheucher | ?    |

32 Rodler kamen in die Wertung.

## Einsitzer Damen
| Platz | Name              | Zeit |
| ----- | ----------------- | ---- |
| 01    | Hilde Scharf      | ?    |
| 02    | Albina Gietl      | ?    |
| 03    | Vroni Scherer     | ?    |
| 04    | Irma Taschler     | ?    |
| 05    | Roswitha Fischer  | ?    |
| 06    | Gina Kainz        | ?    |
| 07    | Anna Pallhuber    | ?    |
| 08    | Marlene Mairhofer | ?    |
| 09    | Hilde Palfinger   | ?    |
| 10    | Elfriede Pirkmann | ?    |

Zwölf Rodlerinnen kamen in die Wertung.

## Doppelsitzer
| Platz | Name                                    | Zeit |
| ----- | --------------------------------------- | ---- |
| 01    | Wolfgang Erlacher – Alfred Kogler       | ?    |
| 02    | Stefan Scheucher – Heinz Pacher         | ?    |
| 03    | Hartmann Gietl – Michael Plaikner       | ?    |
| 04    | Ägid Donauer – Franz Posch              | ?    |
| 05    | Erich Stoll – Otto Bachmann             | ?    |
| 06    | Albert Hellweger – Christian Oberhöller | ?    |
| 07    | Josef Oberpichler – Gebhard Oberpichler | ?    |
| 08    | Peter Mair – Walter Mair                | ?    |
| 09    | Raimund Pigneter – Georg Kompatscher    | ?    |
| 10    | Franz Winkler – Gabriel Obernosterer    | ?    |

Elf Doppelsitzer kamen in die Wertung.

## Medaillenspiegel
| Platz | Land       | Gold | Silber | Bronze | Gesamt |
| ----- | ---------- | ---- | ------ | ------ | ------ |
| 1.    | Österreich | 2    | 1      | 2      | 5      |
| 2.    | Italien    | 1    | 2      | 1      | 4      |